# Václav Burian

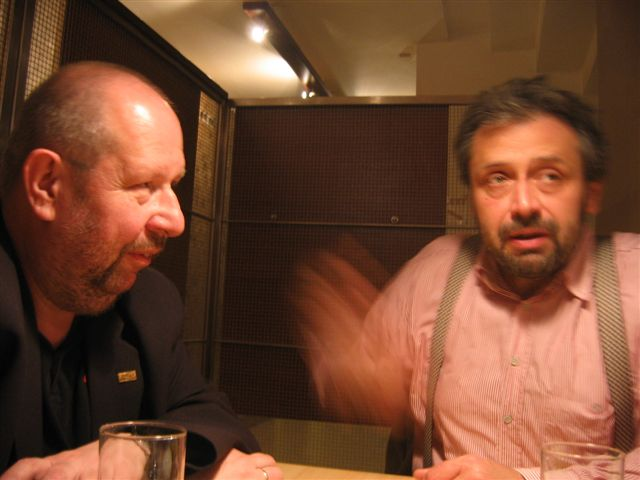
Zleva: Leszek Engelking a Václav Burian

Václav Burian (28. srpna 1959 Přerov – 9. října 2014 Vídeň) byl český novinář, publicista, překladatel, literární kritik a básník.

## Biografie
Byl autorem překladů z polštiny, hlavně překládal tvorbu Czesława Miłosze. Do roku 1989 publikoval především v samizdatu. Byl redaktorem časopisů Arch A5, Notes, olomouckých Hanáckých novin, týdeníku Literární noviny. Jako jeden z redaktorů časopisu Scriptum se věnoval polským knižním novinkám, připravil také speciální číslo o polské literatuře.
Později byl jedním z redaktorů Listů, původně exilového časopisu o kultuře, politice a sociálních otázkách, které založil Jiří Pelikán v roce 1971. V roce 1996 ukončil studium polštiny a bohemistiky na Univerzitě Palackého v Olomouci a od té doby spolupracoval s katedrou bohemistiky, žurnalistiky a politologie.
Byl iniciátorem ceny Pelikán, kterou od roku 2004 uděluje redakce časopisu Listy (ocenění získali: bývalý polský premiér Tadeusz Mazowiecki, česká spisovatelka a fejetonistka Alena Wagnerová, maďarský diplomat György Varga, šéfredaktor deníku Gazeta Wyborcza Adam Michnik, politik, politolog a publicista Jaroslav Šabata, politoložka Vladimíra Dvořáková, sudetskoněmecký kněz Anton Otte, t. č. slovenská předsedkyně vlády Iveta Radičová, novinářka a spisovatelka hraběnka Barbara Coudenhove-Kalergi a evangelický farář a disident Miloš Rejchrt).
Své básně a prózu publikoval v řadě polských novin a časopisů (Literatura na Świecie, Kresy, Przegląd Artystyczno-Literacki). V novinách Literatura na Świecie publikoval kritický fejeton a rozhovor s posledním německojazyčným židovským spisovatelem žijícím v Čechách Vlastimilem Polákem.
Byl českým zpravodajem týdeníku Tygodnik Powszechny. Jménem Václava Havla převzal Cenu sv. Jiří, kterou tento týdeník udělil v roce 2002. Jeho básně byly přeloženy do litevštiny, polštiny a slovinštiny; autorem překladu do polštiny je Leszek Engelking.
Žil v Olomouci. Zemřel ve věku 55 let během služební cesty ve Vídni.
Na jeho počest je od roku 2016 udělována Cena Václava Buriana.

## Ocenění
- polská Cena Zbigniewa Dominiaka za překlady polské poezie do slovanských jazyků (2007)
- polské ocenění Zasłużony dla Kultury Polskiej
- polské ocenění "Medal Solidarności" (2014)
- Cena Ferdinanda Peroutky (2000)
- slovenská Cena Vlado Čecha
- čestný člen polské Obce spisovatelů (Stowarzyszenie Pisarzy Polskich).

## Dílo
- Česká a slovenská literatura v exilu a samizdatu (informatorium pro učitele, studenty i laiky) (spoluautor; Hanácké Noviny, Olomouc, 1991)
- Sedmkrát sedm kruhů. Jaroslav Šabata. Příběh paradokního politika (spolu s Tomášem Tichákem; Votobia, Olomouc 1997)
- Czas szuflad (Nakl. Miniatura, Krakov 1997, 2005; překl. Leszek Engelking, ISBN 83-7081-235-X)
- Blankyt půlnoci (básně; grafika Martin Burian; HOST, Brno 2007, ISBN 80-7294-235-2)
- Budoucím čtenářům starých novin. Výbor polonistických textů Václava Buriana z let 1981–2014 (výbor textů; eds. Jan Jeništa a Anna Militz; Vydavatelství FF UP v Olomouci, Olomouc 2017, ISBN 978-80-87895-98-6).

### Překlady do češtiny (výběr)
- Czesław Miłosz, Město beze jména (samizdat)
- Czesław Miłosz, Mapa času (1990, spolu s Vlastou Dvořáčkovou a Ivetou Mikešovou)
- Czesław Miłosz, Svědectví poezie (1992)
- Lehčí kaliber (1994, Lżejszy kaliber; polské aforismy)
- Czesław Głombik, Neotomizm czeski lat trzydziestych (1995)
- Karol Wojtyła, Prameny a ruce. Básně a poetické meditace (1995; Źródła i ręce. Wiersze i medytacje poetyckie; spolu s Ivetou Mikešovou)
- Vlastimil Polák, Bílá paní z ghetta (1996, Biała dama z getta; spolu s Olgou Polákovou)
- Chone Szmeruk, Historia literatury jidysz (1996)
- Leszek Engelking, A jiné básně a jiné básně (1998, jeden z překladatelů, spoluautor výběru, autor doslovu)
- Andrzej Stasiuk, Jak jsem se stal spisovatelem (pokus o intelektuální autobiografii) (2004)
- Janusz Tazbir, Protokoły mędrców Syjonu. Prawda czy falsyfikat (Protokoly sionských mudrců: pravda nebo podvrh?, vyd. Votobia, Olomouc 1996)
- Czesław Miłosz, Traktáty a přednášky ve verších (1997)
- Czesław Miłosz, Miłoszova abeceda (2005)
- Ryszard Krynicki, Kámen, jinovatka (2006)